# 1871年のスポーツ
- 年度別スポーツ記事一覧

## 競馬

### イギリス
クラシック
- 2000ギニー - Bothwell
- 1000ギニー - ハンナ
- エプソムダービー - フェイボニアス
- エプソムオークス - ハンナ
- セントレジャーステークス - ハンナ

その他主要レース
- アスコットゴールドカップ - Mortemer
- グランドナショナル - The Lamb

### アメリカ合衆国
- ベルモントステークス - Harry Bassett

### オーストラリア
- メルボルンカップ - The Pearl

## ボート
- オックスフォード・ケンブリッジ大学対抗レガッタ優勝：ケンブリッジ大学
- 秋 - 横浜アマチュア・ローイングクラブ設立、秋に神戸レガッタアンドアスレチッククラブとのボートレースを実施

## ヨット
- アメリカスカップ

コロンビア、サッフォー（アメリカ） 4-1 リヴォニア（イギリス）

## 野球

### アメリカ合衆国
- ニューヨークで『全米プロ野球選手協会』（ナショナル・アソシエーション）設立。プロ野球リーグ始まる
- ナショナル・アソシエーション優勝：フィラデルフィア・アスレチックス

## ラグビー
- 1月26日 - イギリス・ラグビー・フットボール・ユニオン創立

## 誕生
- 2月25日 - オリバー・キャンベル（アメリカ、テニス、+1953年）
- 3月23日 - モーリス・ガラン（フランス、自転車競技、+1957年）

## 死去
- 9月7日（明治4年7月23日） - 鬼面山谷五郎（岐阜県、相撲、*1826年）